# Arriva la bufera
Pour plus de détails, voir Fiche technique et Distribution.
Arriva la bufera est un film italien réalisé par Daniele Luchetti, sorti en 1993, avec Diego Abatantuono, Margherita Buy, Silvio Orlando, Marina Confalone, Stefania Montorsi (it) et Angela Finocchiaro dans les rôles principaux.

## Synopsis
Le juge milanais Damiano Fortezza (Diego Abatantuono) est muté dans une ville du sud de l'Italie qui se trouve sous la menace d'un volcan actif. Sur place, il découvre que la ville est contrôlée par les trois sœurs Fontana, Eugenia (Margherita Buy), Emma (Marina Confalone) et Esmeralda (Stefania Montorsi (it)) et qu'un important trafic de déchets a lieu, avec de nombreuses décharges sauvages en activité autour de la ville. Il mène alors son enquête autour de la construction d'un incinérateur public que le trio convoite. Il rencontre notamment l'avocat Mario Solitudine (Silvio Orlando), le futur époux d'Eugenia, dont il tombe amoureux.

## Fiche technique
- Titre : Arriva la bufera
- Titre original : Arriva la bufera
- Réalisation : Daniele Luchetti
- Scénario : Daniele Luchetti, Sandro Petraglia et Stefano Rulli (it)
- Photographie : Franco Di Giacomo
- Montage : Mirco Garrone (it)
- Musique : Dario Lucantoni
- Scénographie : Giancarlo Basili et Leonardo Scarpa
- Costumes : Maria Rita Barbera
- Producteur : Mario Cecchi Gori, Vittorio Cecchi Gori, Luciano Luna et Rita Rusić
- Société de production : Mediafiction, Officina Film (it) et Penta Film
- Pays d'origine :  Italie
- Langue : Italien
- Format : Couleur
- Genre : Comédie
- Durée : 107 minutes
- Dates de sortie : 
  -  Italie : 25 mars 1993

## Distribution
- Diego Abatantuono: Damiano Fortezza
- Silvio Orlando: Mario Solitudine
- Margherita Buy: Eugenia Fontana
- Angela Finocchiaro: Concettina
- Marina Confalone: Emma Fontana
- Stefania Montorsi (it): Esmeralda Fontana
- Lucio Alloca (it): Carmine
- Eros Pagni: Gerolamo Adelante
- Antonio Juorio (it): Achille
- Vincenzo Failla (it): Paciocco
- Claudio Spadaro (it)
- Dino Valdi (it)
- Riccardo Zinna

## Autour du film
- Le film est tourné sur l'île de la Sicile et notamment dans la ville de Noto.

## Distinctions

### Prix
- David di Donatello de la meilleure actrice dans un second rôle en 1993 pour Marina Confalone.

### Nominations
- Ruban d'argent de la meilleure actrice dans un second rôle en 1994 pour Marina Confalone.
- Ciak d'oro de la meilleure actrice dans un second rôle en 1994 pour Marina Confalone.